# 苏福墓
苏福墓，位于中国广东省揭阳市惠来县神泉镇，为惠来县的一个县级文物保护单位，类型为古墓葬，公布时间为1991年12月。
苏福墓的历史年代为明代。